# 小行星5070
小行星5070（5070 Arai）是一颗绕太阳运转的小行星，为主小行星带小行星。该小行星于1991年12月9日发现。

## 轨道参数
小行星5070的轨道半长轴为3.1050109 UA，离心率为0.072。